# Kotlas

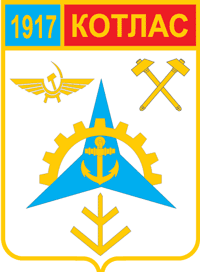
Brasão de Kotlas

Kotlas (em russo: Котлас) é uma cidade no sul do Óblast de Arkhangelsk, na Rússia, situado na confluência do Rio Duína do Norte e Rio Vychegda. A sua população era de 60.647 habitantes de acordo com o censo 2002 e 68.021 no censo de 1989. A cidade possui a maior fábrica de papel da Rússia e é também um centro da indústria madeireira. Possui um importante porto fluvial e uma central ferroviaria (ligando a Rússia central com a República Autônoma dos Komi).
O local foi provavelmente habitado desde os tempos antigos, mas obteve estatuto oficial de cidade apenas pelo Governo Provisório da Rússia em 3 de maio de 1917. 
Kotlas é servido pelo Aeroporto de Kotlas e é a sede da base aérea Savatiya.

## Cidades Irmãs
- Bakhchisaray, Ucrânia
- Tarnów, Polônia
- Waterville, Maine, Estados Unidos